# Francis F. Chen
Francis F. Chen (* 18. November 1929 in Kanton, China) ist ein chinesischstämmiger US-amerikanischer Physiker, der sich mit Plasmaphysik beschäftigt.
Chen studierte an der Harvard University, wo er 1950 seinen Bachelor in Astronomie machte, 1953 seinen Masterabschluss in Physik und 1954 promoviert wurde. Damals beschäftigte er sich mit Hochenergiephysik (Proton-Proton-Streuung und Proton-Kern-Streuung mit Energien damals schon über 1 GeV). Ab 1954 war er am Princeton Plasma Physics Laboratory (wo er anfangs an Stellaratoren arbeitete), wo er bis 1969 blieb, als er Professor für Elektrotechnik an der University of California, Los Angeles (UCLA) wurde. Seit 1994 ist er dort Professor Emeritus. Er war 1962/63 Gastwissenschaftler am Kernforschungszentrum in Fontenay-aux-Roses, 1977 in Lausanne und 1985 in Australien und Japan.
Chen befasste sich sowohl mit Grundlagenforschung in der Plasmaphysik als auch mit Fusion mit magnetischem Einschluss und Trägheitsfusion, aber auch mit niedrigenergetischer Plasmaphysik für industrielle Anwendungen zum Beispiel in der Halbleiterindustrie. Er arbeitet sowohl theoretisch als auch experimentell. Weitere Arbeitsfelder waren Plasmadiagnostik, Beschleunigerkonzepte mit Plasmen, Helikon-Plasmaquellen, Instabilitäten von Plasma-Laser-Wechselwirkung, Langmuir-Proben, resistive Driftwellen, anomale Diffusion, Q-Maschinen. Er schrieb ein in den USA bekanntes Plasmaphysiklehrbuch.
Seit 1968 ist er Fellow der American Physical Society (APS), deren James-Clerk-Maxwell-Preis für Plasmaphysik er 1995 erhielt. 1983 war er Vorsitzender der Sektion Plasmaphysik der APS. Seit 1980 ist er Fellow der IEEE, deren Plasma Physics and Applications Award er 1994 erhielt.

## Schriften
- Introduction to Plasma Physics and Controlled Fusion, 2. Auflage, Plenum Press, New York 1984
- mit Jane Chang Lecture Notes on Principles of Plasma Processing, Springer 2003